# Lotniczek zwyczajny
Lotniczek zwyczajny, lotniczek, brzanka latająca (Esomus danricus) – gatunek ryby z rodziny karpiowatych (Cyprinidae), opisywany też pod nazwą „lotniczek Danrica”. Bywa hodowana w akwariach.

## Występowanie
Zarośnięte wody słodkie i słonawe Azji Południowej. Zasiedla małe stawy, rowy, kanały irygacyjne na obszarze Bangladeszu, Indii, Pakistanu, Sri Lanki, spotykany od Nepalu aż po Birmę i Tajlandię w Azji Południowo-Wschodniej.

## Charakterystyka
Ciało wydłużone srebrzystej barwy. Po bokach ust wyrasta para bardzo długich wąsów, które swą długością sięgają połowy jej długości. Również długie są jej płetwy piersiowe, które rozłożone na boki przypominają skrzydła umożliwiając rybie wyskakiwanie i lot ponad powierzchnią wody. Płetwy są przezroczyste.
Po obu bokach ciała, od pokrywy skrzelowej aż do podstawy płetwy ogonowej ciągnie się złoto-czarny pas.
Dorasta do 13 cm długości.

## Warunki w akwarium
| Zalecane warunki w akwarium | Zalecane warunki w akwarium          |
| --------------------------- | ------------------------------------ |
| Zbiornik                    | średniej wielkości                   |
| Temperatura wody            | 22–32 °C                             |
| Twardość wody               |                                      |
| Skala pH                    | 8,0 i wyżej                          |
| Pokarm                      | Detrytus, żywy i suchy, drobne owady |
| Uwagi                       | akwarium przykryte                   |

## Warunki hodowlane
Lubi przebywać w zarośniętym akwarium. Potrzebuje też dużo wolnej przestrzeni, gdyż szybko pływa i może wyskakiwać ponad lustro wody.

## Rozmnażanie
Ryba jajorodna.